# Colonia Cecilia
La colonia Cecilia rappresentò un tentativo di convivenza comunitaria di stampo anarchico che si tenne nello Stato del Paranà, in Brasile, tra il 1890 ed il 1894.

## Storia
L'idea di costruire una comunità anarchica nacque dall'agronomo anarchico pisano Giovanni Rossi (1856-1943), che trovò consensi nel mettere in atto il suo progetto. Rossi era anche giornalista e militante libertario dell'AIT, sempre alla ricerca della realizzazione pratica delle idee libertarie che circolavano nel periodo. Proveniva da una esperienza analoga fatta in Italia, ovvero la colonia de La Cittadella. Il 20 febbraio 1890 la nave “Città di Genova” partì con destinazione il Brasile. A bordo vi erano anarchici e socialisti, soprattutto di nazionalità italiana.
L'obiettivo era quello di realizzare a Palmeira (nello stato del Paraná) una comune che si reggesse secondo i principi del comunismo anarchico. La Comune era costituita da poche decine di case di legno alcune delle quali adibite a magazzini, cucina, refettorio e stalle. Oltre alla coltivazione della terra era stata strutturata una fabbrica di calzature ed una falegnameria con annesso laboratorio per la costruzione di botti. Era presente una scuola in cui l'aspetto pedagogico si ispirava ai sistemi pedagogici libertari.
L'esperimento della colonia Cecilia terminò per diversi motivi: primo fra tutti la miseria e la povertà materiale che la caratterizzava; in secondo luogo l'ostilità della vicina comunità polacca, fortemente cattolica; poi il clero stesso e i diversi provvedimenti ostracistici dell'amministrazione locale; infine le malattie date dall'impossibilità di un'igiene corretta e dalla mancanza di un'alimentazione sana, oltre che, certamente, i vari problemi interni legati ad una convivenza anarchica e soprattutto legati alla dottrina del libero amore che, sebbene in linea teorica fosse sostenuta da tutti, nella pratica, suscitava non pochi timori.

## Film riguardanti la Colonia Cecilia
- Cecilia - Storia di una comune anarchica (1976), di Jean-Louis Comolli, Francia/Italia, con Massimo Foschi, Vittorio Mezzogiorno, Maria Carta